# Hydrodenitrogenace
Hydrodenitrogenace (HDN) je průmyslový proces odstraňování dusíku z ropy. Organické sloučeniny dusíku jsou i v malých množstvích schopny způsobovat otravu katalyzátorů; navíc spalováním vytvářejí oxidy dusíku. HDN patří mezi způsoby hydrozpracování ropy, k nímž náleží také hydrodesulfurizace (HDS), sloužící k odstraňování síry, která způsobuje ještě větší potíže. V rámci procesu probíhá v určité míře také hydrodeoxygenace (HDO).
Nejčastějšími organodusíkatými sloučeninami v ropě jsou chinoliny a porfyriny a jejich deriváty. Celkový obsah dusíku bývá obvykle pod 1 % a přípustné koncentrace jsou o 4 řády nižší. Organodusíkaté sloučeniny se vytvářejí rozkladem živé hmoty, ze které ropa vzniká. Při HDN reagují organodusíkaté sloučeniny s vodíkem za vysokých teplot a přítomnosti katalyzátoru, souhrnná rovnice vypadá takto:
R3N + 3 H2 → 3 RH + NH3
Katalyzátor obsahuje kobalt a nikl se sulfidem molybdeničitým nebo (méně často) wolframičitým, nanesený na vrstvu oxidu hlinitého. Přesné složení katalyzátoru, například poměry Co/Ni a Mo/W, se upravují podle zpracovávané suroviny; používá se mnoho různých katalyzátorů, například některé obsahují fosfidy kovů.